# Radical 111
El radical 111, representado por el carácter Han 矢, es uno de los 214 radicales del diccionario de Kangxi. En mandarín estándar es llamado 矢部, (shǐ　bù,　«radical “flecha”»); en japonés es llamado 矢部, しぶ (shibu), y en coreano 시 (si).
El radical «flecha» aparece casi siempre en el lado izquierdo de los caracteres que clasifica (por ejemplo, en el carácter 矩). En algunas ocasiones aparece en la parte inferior (por ejemplo, en el carácter 矣). 

## Nombres populares
- Mandarín estándar: 矢字旁, shǐ zì páng, «carácter “flecha” en un lado».
- Coreano: 화살시부, hwasal si bu, «radical si-flecha».
- Japonés:　矢（や）, ya, «flecha»; 矢偏（やへん）, yahen, «“flecha” en el lado izquierdo del carácter».[1]
- En occidente: radical «flecha».

## Galería
| Estilos antiguos                                 | Estilos antiguos                  | Estilos antiguos                        | Estilos antiguos                   | Estilos antiguos                   | Estilos empleados actualmente       | Estilos empleados actualmente  | Estilos empleados actualmente    | Estilos empleados actualmente   | Estilos empleados actualmente  |
|                                                  |                                   |                                         |                                    |                                    |                                     | 矢                             | 矢                               |                                 |                                |
| 甲骨文 jiǎgǔwén (escritura de huesos oraculares) | 金文 jīnwén (escritura de bronce) | 简帛 jiǎnbó (escritura de bambú y seda) | 篆文 zhuànwén (escritura de sello) | 篆文 zhuànwén (escritura de sello) | 隸書 lìshū (estilo de los escribas) | 楷書 kǎishū (estilo regular)   | 楷書 kǎishū (estilo regular)     | 行書 xǐngshū (estilo corriente) | 草書 cǎoshū (estilo de hierba) |
| 甲骨文 jiǎgǔwén (escritura de huesos oraculares) | 金文 jīnwén (escritura de bronce) | 简帛 jiǎnbó (escritura de bambú y seda) | 大篆 dàzhuàn (sello grande)        | 小篆 xiǎozhuàn (sello pequeño)     | 隸書 lìshū (estilo de los escribas) | 繁體／繁体 fántǐ (tradicional) | 简体／簡體 jiǎntǐ (simplificado) | 行書 xǐngshū (estilo corriente) | 草書 cǎoshū (estilo de hierba) |

## Caracteres con el radical 111

| trazos | carácter |
| ------ | -------- |
| + 0    | 矢       |
| + 2    | 矣       |
| + 3    | 矤 知    |
| + 4    | 矦 矧 矨 |
| + 5    | 矩       |
| + 6    | 矪 矫    |
| + 7    | 矬 短    |
| + 8    | 矮       |
| + 12   | 矯 矰    |
| + 14   | 矱       |
| + 15   | 矲       |